# International Journal of Mosquito Research
International Journal of Mosquito Research – międzynarodowe, recenzowane czasopismo naukowe, publikujące w dziedzinie dipterologii.
Tematyka czasopisma obejmuje badania nad muchówkami z rodziny komarowatych, w szczególności jako wektorami drobnoustrojów chorobotwórczych. Publikowane prace obejmują ich taksonomię, biologię, ekologię, prewencję, biologiczne metody kontroli, zależności między komarami i pasożytami, epidemiologię i parazytologię oraz nauki stosowane w kontekście komarowatych.